# Shawinigan Water and Power Company
La Shawinigan Water and Power Company (SWP) a été pendant plus d'un demi-siècle la plus importante entreprise de production, de transport et de distribution d'électricité au Québec. Elle est à l'origine de la ville de Shawinigan, constituée en 1902.
Surtout connue pour son rôle dans le développement du potentiel hydroélectrique de la rivière Saint-Maurice dans la première moitié du XXe siècle, l'entreprise a connu une croissance remarquable en raison de ses stratégies de vente, de son expertise dans le transport d'électricité et de l'acquisition de distributeurs électriques régionaux comme la Quebec Power et la Southern Canada Power.
Des filiales de la SWP étaient également actives dans l'industrie chimique avec Shawinigan Chemicals Limited, fondée en 1927, et dans le génie-conseil et la construction avec la société Shawinigan Engineering à compter de 1919.
L'entreprise a été démantelée en 1963 après l'acquisition par Hydro-Québec de la majorité des compagnies d'électricité de la province dans le cadre de la seconde phase de la nationalisation de l'électricité. Peu avant son rachat, la société se dotait officiellement d'une raison sociale française, la Compagnie d'électricité Shawinigan.

## Historique

### Origines

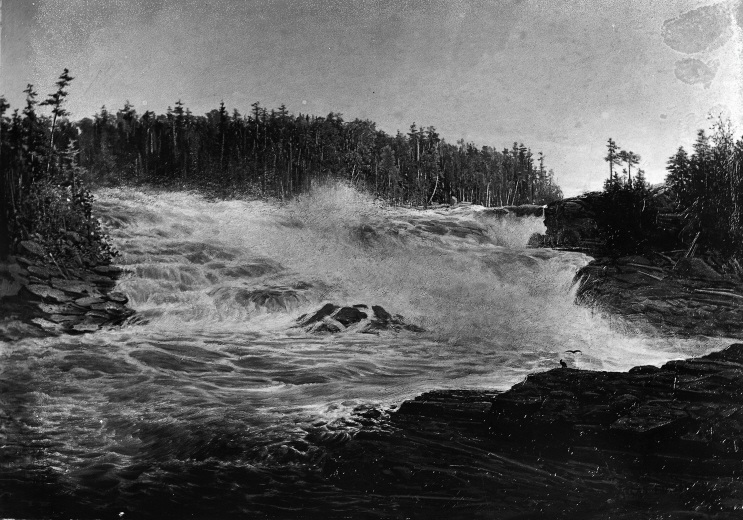
Les chutes de Shawinigan au XIXe siècle. Reproduction d'une peinture d'Allan Edson (1846-1888).

Fondée en janvier 1898 par un consortium d'hommes d'affaires bostonnais et montréalais, la Shawinigan Water and Power Company a joué un rôle important dans le développement industriel de la Mauricie durant toute la première moitié du XXe siècle. La compagnie demande son incorporation à la législature du Québec à l'automne 1897.
L'affaire s'organise dans le cabinet de l'avocat montréalais J. N. Greenshields. Le brasseur bostonais John Joyce détient la concession hydraulique, acquise pour 50 000 CAD du gouvernement du Québec, à un endroit stratégique sur la rivière Saint-Maurice. La concession est située à une quarantaine de kilomètres en amont de Trois-Rivières. Les conditions y sont idéales pour construire une centrale hydroélectrique. Joyce cède sa concession à la compagnie naissante pour 100 000 $ en espèces et 59 000 actions d'une valeur nominale de 100 $ chacune, alors que les autres partenaires, les Bostonnais John Edward Aldred et H. H. Melville et les Montréalais Beaumont Shepperd et J. N. Greenshields obtiennent chacun dix actions. Se joignent à eux trois autres hommes d'affaires canadiens : le magnat du coton A. F. Gault, Thomas McDougall de la Banque de Québec  et le sénateur Louis-Joseph Forget.
Âgé de 34 ans, J. E. Aldred devient implicitement le patron de l'entreprise. La stratégie de la Shawinigan vise trois objectifs : solliciter des entreprises intéressées à s'établir près d'une source d'électricité ; tenter d'acheter les terres autour de la concession hydraulique ; et enfin revendre ces terres aux entreprises intéressées tout en faisant patienter le gouvernement provincial, qui avait lié la concession hydraulique à une série d'échéances. En 1899, il négocie l'achat de 229 hectares (565 acres) de terres, le domaine de John Forman, pour la somme de 110 000 CAD, convainc le gouvernement de patienter et recrute un manufacturier d'aluminium, la Pittsburgh Reduction Company et sa filiale Northern Aluminium Company, qui deviendra l'Alcan en 1925, de s'installer sur le site en développement. Elle convainc deux autres entreprises de s'établir dans la région : une entreprise papetière belge, la Belgo Canadian Pulp Co, et un second avec Shawinigan Carbide, qui veut produire du carbure de calcium.
À ces premiers clients, SWP consent de fournir de la force hydraulique brute, sans transformation en électricité. La NAC et la Belgo se prévalent de cette option, qui n'est pas offerte aux clients qui viendront plus tard.

### Fondation de Shawinigan

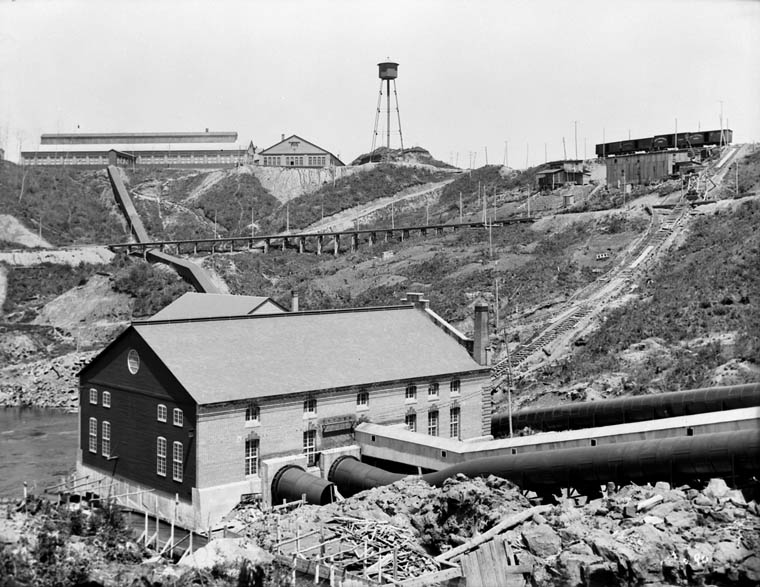
À ses débuts, la SWP vendait la force hydraulique brute à ses clients. Sur la photo, les installations de la Northern Aluminium Company au début du XXe siècle.

Avec la signature d'une première entente, les conditions sont réunies pour permettre la construction d'une première centrale hydroélectrique. L'entreprise Warren-Burnham de New York obtient le contrat de construction et d'excavation d'une première centrale électrique à l'été 1899. L'hiver suivant, la presse régionale rapporte que plus de 800 ouvriers travaillent sur le chantier.
À la demande d'Aldred qui gère de près les opérations de la SWP, des plans de la nouvelle ville ont été préparés par T. Pringle and Sons de Montréal. La construction commence dès 1899. Quatre-vingts maisons s'ajoutent à tous les mois, sans compter celles érigées pour les entrepreneurs et leurs hommes. Shawinigan Falls n'existe pas encore officiellement qu'elle est déjà reliée au réseau de chemin de fer de la Great Northern Railway Co of Canada — connue en français comme la compagnie de chemin de fer du Grand Nord ou Canada-Nord-Québec.
En 1900, l'endroit qui se donne le surnom de « cité électrique du Canada » compte déjà « deux églises, des banques, des magasins, un bureau de police, un télégraphe, la lumière électrique, un service d'incendie, un bateau à vapeur, un service de "chars" électriques». Shawinigan Falls, qui compte maintenant 1 700 habitants, obtient le statut de municipalité de village le 18 avril 1901, puis celui de ville le 26 mars 1902.

### Le marché montréalais
Pendant ce temps, la SWP envisage de transporter son électricité jusqu'à Montréal, où la concurrence est vive entre différents fournisseurs. En mars 1902, l'entreprise s'engage à approvisionner la Lachine Hydraulic and Land Company, une société concurrente de la Montreal Light, Heat and Power (MLH&P) dans le marché montréalais. La décision déplaît fortement et le sénateur Forget, membre des conseils d'administration des deux entreprises doit faire un choix et se retire de la Shawinigan.
Une ligne de transport est construite et la SW&P peut livrer une puissance 4 475 kW (6 000 hp) à son poste d'arrivée situé dans la cité de Maisonneuve (aujourd'hui l'arrondissement montréalais de Mercier–Hochelaga-Maisonneuve) dès 1903. La Shawinigan est rapidement débordée par la demande et doit construire une seconde ligne dès 1904. Entre 1904 et 1910, les ventes de l'entreprise mauricienne à sa rivale montréalaise quadruplent, passant de 4 475  à   17 150 kW (6 000  à   23 000 hp) et les actifs de la SWP passent de 10  à   20 millions de dollars.
Pendant ce temps, la MLH&P rachète la totalité des actions de la Lachine Hydraulic, ce qui clarifie les rapports entre les deux compagnies électriques : la SWP devient un important fournisseur d'électricité de l'entreprise montréalaise. Ce changement de situation donne lieu à une trêve qui prend une forme concrète en janvier 1909, alors que la Shawinigan emménage dans l'édifice de la MLH&P. Quelques mois plus tard, J. E. Aldred, qui a reçu les pleins pouvoirs de son conseil d'administration, achète deux blocs de 5 000 actions de son ancienne rivale en 1909 et 1910, un geste imité par la direction de la MLH&P, qui investit à son tour dans la Shawinigan. Les deux entreprises s'échangent aussi des administrateurs, Aldred devenant membre du conseil de la MLH&P alors qu'Herbert Samuel Holt prenait place à la table de la Shawinigan.
Signe concret des relations cordiales entre la MLH&P et la SWP, les deux entreprises s'associent en 1912 pour développer le rapide des Cèdres sur le Saint-Laurent à l'ouest de Montréal. Les ingénieurs en chef des deux entreprises, Julian C. Smith de la SWP et R. M. Wilson de la MLH&P, préparent les plans d'une centrale de 119,4 MW (160 000 hp) qui alimentera à la métropole et un client américain, l'Aluminium Corporation of America, qui veut développer une aluminerie à Massena, à environ 70 km au sud-ouest. Le projet évalué à 8 875 881 dollars pour la première phase de 75 MW de la centrale des Cèdres, la plus puissante au Québec à cette époque, est complété en janvier 1915,

### Mainmise de la rivière Saint-Maurice
Dans les années 1920, La Shawinigan renforce graduellement son influence dans le centre du Québec. Après s'être associée à d'éventuels concurrents qui détenaient les droits sur les forces hydrauliques à Grand-Mère et en aval de ses installations de Shawinigan, elle signe des ententes pour racheter la plus grande partie de la production des usines. L'entreprise acquiert successivement les participations de ses associés dans la Laurentide Power Company et la St. Maurice Power Company Limited en 1928. Dans les deux cas, le rachat était nécessaire du point de vue de la SWP parce que les ajustements nécessaires à l'optimisation des niveaux d'eau retenus par les barrages ne pouvaient être faits sans léser les autres actionnaires des centrales de Grand-Mère et de La Gabelle.

## Électricité

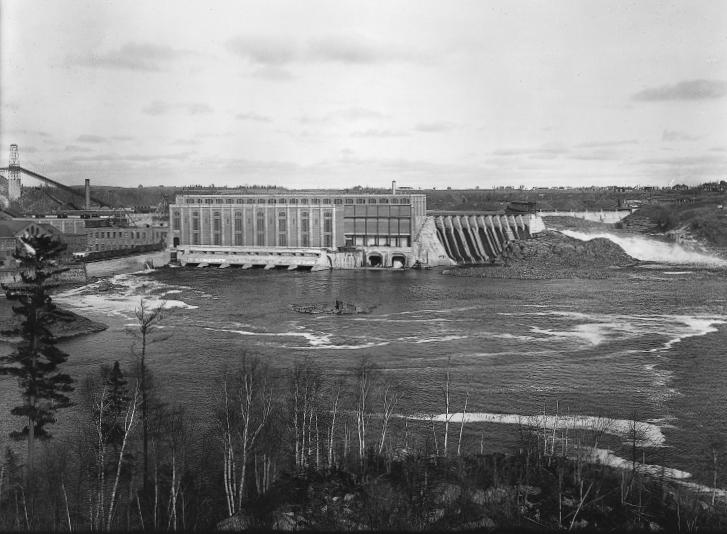
Vue d'ensemble de la centrale de Grand-Mère de la Shawinigan Water and Power Co., en 1917. Elle a été mise en service en 1915.

Au cours de ses premières décennies d'existence, la Shawinigan Water and Power étend son réseau en fusionnant avec des distributeurs d'électricité de taille plus petite ou en créant des filiales dans des territoires non desservis. D'abord intéressée par les ventes de gros à l'industrie ou à des distributeurs comme la MLH&P. C'est pourquoi, on la retrouve rapidement dans les régions de Sorel, Joliette et Thetford Mines.
Dans cette dernière région, la SWP confie l'approvisionnement en électricité d'une industrie minière en pleine ébullition à une filiale, la Continental Heat and Light. Entre 1905 et 1909, l'entreprise étend son réseau afin de répondre aux demandes d'une demi-douzaine de mines d'amiante qui débutent leurs opérations. Cette année-là, les lignes de la SWP atteignent Richmond, Brompton Falls, Windsor Mills et East Angus.
En 1915, l'entreprise s'invite à Québec à la demande de détenteurs d'obligations de la Dorchester Electric, virtuellement en faillite. La Shawinigan reprend l'ensemble du patrimoine de l'entreprise à bon prix et fait construire une ligne entre ses centrales en Mauricie et la capitale. Elle se lance dans la vente au détail sous la raison sociale de Public Service Corporation of Quebec. La concurrence est vive et l'autre distributeur, Quebec Railway, Light, Heat and Power est incapable de rembourser ses obligations arrivées à terme. Elle fusionne avec la Public Service Corporation of Quebec en 1923, ce qui donne naissance à Quebec Power,.
| Centrale                         | 1er groupe | Dernier groupe | Nombre de groupes | Hauteur de chute (m) | Puissance (MW) |
| -------------------------------- | ---------- | -------------- | ----------------- | -------------------- | -------------- |
| Trenche                          | 1950       | 1955           | 6                 | 48                   | 286,2          |
| Beaumont                         | 1958       | 1959           | 6                 | 38                   | 243,0          |
| Rapide-Blanc                     | 1934       | 1955           | 6                 | 33                   | 183,6          |
| Shawinigan-2                     | 1911       | 1929           | 8                 | 34                   | 163,0          |
| Shawinigan-3                     | 1948       | 1949           | 8                 | 44                   | 150,0          |
| Grand-Mère                       | 1915       | 1930           | 9                 | 25                   | 147,9          |
| La Gabelle                       | 1924       | 1931           | 5                 | 19                   | 123,5          |
| Saint-Narcisse                   | 1926       | 1926           | 2                 | 45                   | 15,0           |
| Saint-Alban                      | 1927       |                | 1                 | 19                   | 3,0            |
| Total Shawinigan Water and Power | 1 315,2    | 1 315,2        | 1 315,2           | 1 315,2              | 1 315,2        |
| La Tuque                         | 1940       | 1955           | 6                 | 35                   | 216,0          |
| Total St. Maurice Power          | 216,0      | 216,0          | 216,0             | 216,0                | 216,0          |
| Chute-Hemmings                   | 1925       | 1925           | 6                 | 15                   | 25,1           |
| Drummondville                    | 1910       | 1925           | 4                 | 9                    | 13,7           |
| Chute-Burroughs                  | 1929       |                | 1                 | 50                   | 1,5            |
| Total Southern Canada Power      | 40,3       | 40,3           | 40,3              | 40,3                 | 40,3           |
| Sept-Chutes                      | 1915       | 1916           | 4                 | 124                  | 14,9           |
| Chaudière                        | 1900       | 1903           | 3                 | 35                   | 2,4            |
| Saint-Raphaël                    | 1921       | 1921           | 3                 | 70                   | 2,4            |
| Chute-Montmorency                | 1894       | 1900           | 4                 | 63                   | 2,1            |
| Saint-Gabriel                    | 1899       | 1899           | 2                 | 10                   | 1,5            |
| Marches-Naturelles               | 1908       |                | 1                 | 18                   | 1,5            |
| Total Quebec Power               | 24,8       | 24,8           | 24,8              | 24,8                 | 24,8           |
| Total Groupe Shawinigan          | 1 596,3    | 1 596,3        | 1 596,3           | 1 596,3              | 1 596,3        |

### Nationalisation
En 1944, la première nationalisation sous le Gouvernement Adélard Godbout (2) a permis à l'État québécois de prendre le contrôle de la Montreal Light, Heat and Power qui comprenait une puissance installée combinée de 616 mégawatts. Lors de la deuxième nationalisation, en 1963, Hydro-Québec était devenue une entreprise colossale avec une production de 3802 mégawatts. Les onze compagnies à nationaliser réunis, incluant la SWPC (1531 MW), produisaient 2264 MW au total; ce qui porta la production après nationalisation à 6066 MW. Le réseau de distribution coopératif créé par l'Office de l'électrification rurale fut également inclus.

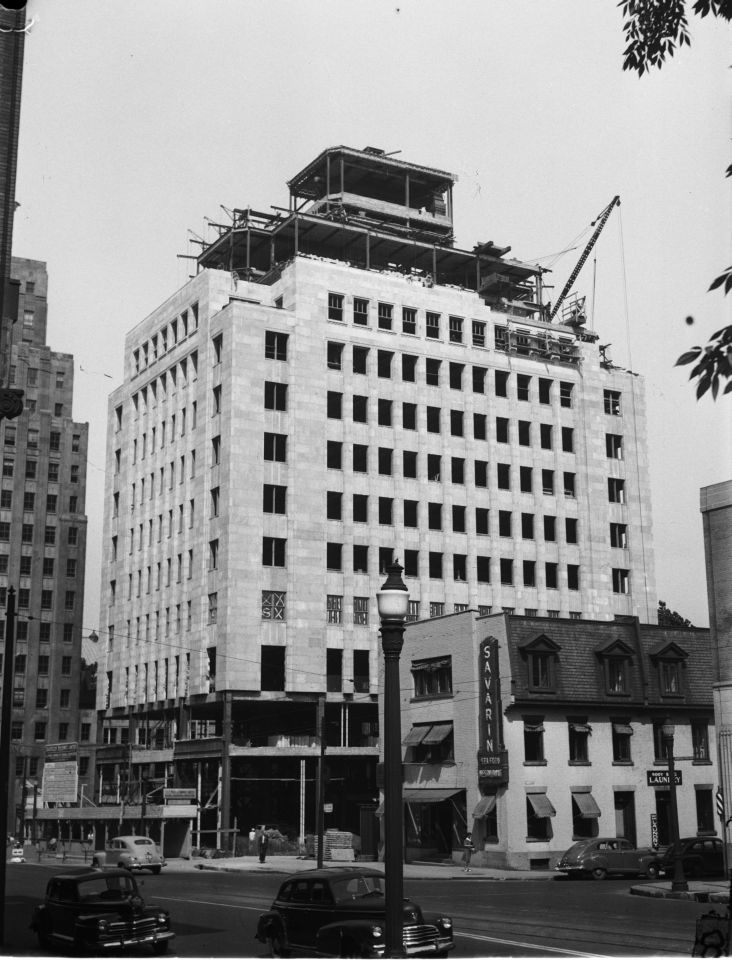
Immeuble en construction de la Shawinigan Water and Power Company sur le boulevard Dorchester Ouest, en 1947.

En 1963, lors de la nationalisation de l'électricité au Québec, elle fut achetée par Hydro-Québec. Sur le plan administratif, l'entreprise existe toujours en 2002.

## Chimie

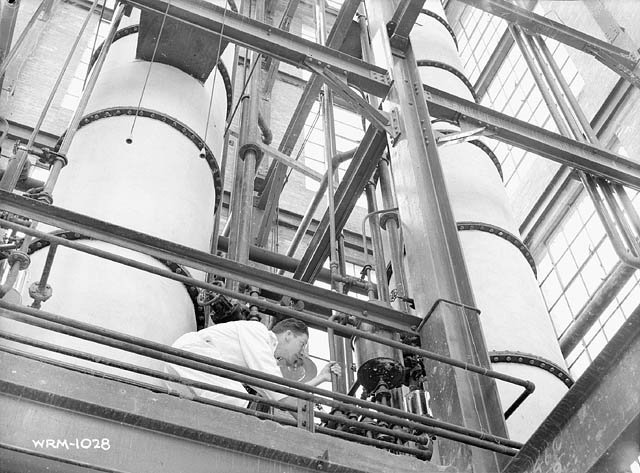
Un ouvrier règle un robinet à l'usine de Shawinigan Chemicals en 1941.

Les premiers pas de la Shawinigan dans le secteur de la production chimique datent du début du XXe siècle. Dès 1903, l'entreprise participe au capital de la Shawinigan Carbide, une de ses clientes, qui produit du carbure de calcium. Elle en prend le contrôle en 1911 et change sa raison sociale pour Canada Carbide. De cette petite usine devait naître la plus grande fabrique de ce produit qui, lorsque mélangé avec de l'eau, produit de l'acétylène. Les activités industrielles du groupe sont regroupées en 1927 dans une nouvelle filiale, la Shawinigan Chemicals Limited (SCL), l'une des plus importantes entreprises chimiques dans le monde à son époque, avec des usines au Canada, aux États-Unis et en Grande-Bretagne.
Elle est en outre reconnue pour sa production de l'explosif RDX durant la Seconde Guerre mondiale ainsi que pour le procédé Shawinigan de fabrication de l'acide cyanhydrique, développé en 1960.
En août 1961, SCL s'associe à la British American Oil, une filiale de Gulf Canada pour ouvrir une usine pétrochimique de 20 millions de dollars canadiens à Varennes, sur la rive-sud de Montréal. L'usine qui a été mise en service en 1963, produit des composés chimiques à partir du pétrole brut raffiné à la raffinerie de Gulf à Montréal-Est, les résidus de cette transformation, du mazout lourd servant ensuite à produire de l'électricité à la future centrale thermique de Tracy, dont la construction est annoncée au même moment.

## Génie-conseil et travaux publics
Le groupe Shawinigan avait une filiale spécialisée dans le génie-conseil et la construction. Fondée en 1919, la Shawinigan Engineering Limited était responsable de la conception et de la construction des centrales et des usines de l'entreprise. Elle offrait également ses services d'ingénierie, de construction et de gestion de projet, dans le domaine la production et du transport de l'électricité ainsi que dans le secteur industriel, au Canada et à l'étranger. En 1962, Shawinigan Engineering tirait 58 % de ses revenus d'entreprises externes au groupe Shawinigan.
Elle s'est notamment associée à Énergie atomique du Canada limitée afin de concevoir et de construire une centrale nucléaire expérimentale en Inde dans le cadre du Plan de Colombo. Réplique du réacteur expérimental canadien NRX, le réacteur CIRUS a servi à l'Inde à produire le plutonium nécessaire au premier essai nucléaire indien, Pokhran-I, mieux connu sous son surnom de Bouddha Souriant (Smiling Buddah), le 18 mai 1974. Les ingénieurs de Shawinigan Engineering ont également contribué à la construction du laboratoire nucléaire de Whiteshell au Manitoba.
En 1958, Shawinigan Engineering faisait l'acquisition d'une participation de 20 % au capital de la Hamilton Falls Power Corporation qui avait été formée par le consortium britannique Brinco afin de construire une puissance centrale hydroélectrique, la centrale de Churchill Falls sur le cours supérieur du fleuve du même nom au Labrador. Cette participation, acquise au coût de 2 250 000 dollars canadiens, a été cédée à Hydro-Québec lors de la nationalisation,.
Shawinigan Engineering a survécu à la nationalisation en devenant la propriété de ses employés avant d'être reprise par la Canada Steamship Lines. L'entreprise sera ensuite fusionnée à Lavalin en 1982. Hydro-Québec lui a confié plusieurs mandats, dont la construction de la centrale de Tracy, le chantier des digues Duncan, qui forment la partie sud du réservoir La Grande-2 à la baie James. L'entreprise participe également, avec SNC et Montreal Engineering, au consortium Canatom, principal sous-traitant d'Hydro-Québec lors de la construction de la centrale nucléaire Gentilly-2.